# Abd Allah ibn Hákam
Abd Allah ibn Hákam at-Tuyibi al-Háyib (m. 1038). Rey de la taifa de Zaragoza durante veintiocho días en 1038.
Abd Allah ibn Hákam era uno de los cadíes o gobernadores de Múndir II. Encabezó una conspiración para derrocar a su primo Múndir II. Con el apoyo de algunos partidarios consiguió que algunas facciones se rebelaran en el verano de 1038 contra el rey y tomaran al asalto el alcázar real el 23 de agosto de 1038. Allí fueron ejecutados Múndir II y su visir judío Yequtiel ben Ishaq. 
Había preparado concienzudamente su golpe de Estado, puesto que rápidamente comenzó a acuñar moneda con su nombre y nuevo título de háyib («chambelán»), que era el que utilizó Almanzor y todos los reyes de taifas como símbolo de su poder regio. Su propósito fue recobrar en Zaragoza el poder de su abuelo Abd al-Rahmán, llevado al ostracismo por Múndir I, que provenía de una estirpe secundaria de este linaje, además del móvil evidente de su ambición al reinado sobre la taifa saraqustí. Sin embargo solo se mantuvo como rey hasta el 20 de septiembre de 1038. Esto fue debido a que el asesino había prometido al entonces gobernador de Lérida Sulaymán ben Hud al-Musta'in entregar el poder político, pues Sulaymán ben Hud pertenecía a una de las más poderosas estirpes y gozaba de gran prestigio militar, pero no cumplió lo pactado. Es por ello por lo que Sulaymán ibn Hud, apoyado por Ismaíl de Toledo decidió entrar en Zaragoza, encontrando el apoyo de la población. Abd Allah se atrincheró en el alcázar, pues pronto fue percibido como un usurpador entre los zaragozanos, que conocían y estimaban a Sulaymán ibn Hud, pero, acosado por la muchedumbre tuvo que huir y se retiró desde entonces a la fortaleza de Rueda.
| Predecesor: Múndir II | Rey taifa de Zaragoza 1038 | Sucesor: Sulaymán ben Hud al-Musta'in |